# Kyphosus pacificus
Espèce
La Saupe du Pacifique (Kyphosus pacificus) est une espèce de poissons marins de la famille des Kyphosidae.